# Europeiska lagmästerskapen i friidrott 2023
Europeiska lagmästerskapen i friidrott 2023 hölls mellan den 20 och 25 juni 2023 på Schlesienstadion i Chorzów i Polen.
Tävlingen var ursprungligen planerad att hållas i Madrid, men efter att Europeiska friidrottsförbundet och Europeiska Olympiska Kommittén nått ett avtal blev tävlingen en del av programmet för europeiska spelen 2023 och flyttades till Polen. Madrid blev istället tilldelat att arrangera europeiska lagmästerskapen i friidrott 2025.

## Medaljörer i europeiska spelen 2023

### Damer
| Gren           | Guld                                                             | Guld         | Silver                                                                          | Silver       | Brons                                                       | Brons        |
| 100 m          | Ewa Swoboda Polen                                                | 11,09 0MR0   | Rani Rosius Belgien                                                             | 11,20 0=PB0  | N'Ketia Seedo Nederländerna                                 | 11,24        |
| 200 m          | Lieke Klaver Nederländerna                                       | 22,46 0PB0   | Olivia Fotopoulou Cypern                                                        | 22,71 0PB0   | Bianca Williams Storbritannien                              | 22,75 0SB0   |
| 400 m          | Femke Bol Nederländerna                                          | 49,82 0MR0   | Natalia Kaczmarek Polen                                                         | 50,34        | Andrea Miklós Rumänien                                      | 50,67 0PB0   |
| 800 m          | Natalija Krol Ukraina                                            | 1.59,77 0SB0 | Bianka Kéri Ungern                                                              | 1.59,80 0PB0 | Gabriela Gajanová Slovakien                                 | 1.59,92      |
| 1 500 m        | Claudia Mihaela Bobocea Rumänien                                 | 4.08,68      | Vera Hoffmann Luxemburg                                                         | 4.08,78      | Gabija Galvydytė Litauen                                    | 4.09,48 0PB0 |
| 5 000 m        | Agate Caune Lettland                                             | 15.15,21     | Nadia Battocletti Italien                                                       | 15.25,09     | Hannah Nuttall Storbritannien                               | 15.29,49     |
| 3 000 m hinder | Luiza Gega Albanien                                              | 9.17,31 0MR0 | Maruša Mišmaš-Zrimšek Slovenien                                                 | 9.23,41      | Greta Karinauskaitė Litauen                                 | 9.28,48      |
| 100 m häck     | Pia Skrzyszowska Polen                                           | 12,77 EU23L  | Nadine Visser Nederländerna                                                     | 12,81        | Sarah Lavin Irland                                          | 12,82 0SB0   |
| 400 m häck     | Carolina Krafzik Tyskland                                        | 54,47 0SB0   | Ayomide Folorunso Italien                                                       | 54,79 0SB0   | Cathelijn Peeters Nederländerna                             | 54,97        |
| 4 × 100 m      | Nederländerna N'Ketia Seedo Lieke Klaver Jamile Samuel Tasa Jiya | 42,61 0EB0   | Polen Marika Popowicz-Drapała Monika Romaszko Magdalena Stefanowicz Ewa Swoboda | 42,97 0SB0   | Spanien Carmen Marco Paula García Paula Sevilla Jaël Bestué | 43,13 0SB0   |
| Höjdhopp       | Jaroslava Mahutjich Ukraina                                      | 1,97         | Daniela Stanciu Rumänien                                                        | 1,94         | Nawal Meniker Frankrike                                     | 1,92         |
| Stavhopp       | Wilma Murto Finland                                              | 4,71         | Tina Šutej Slovenien                                                            | 4,70         | Angelica Moser Schweiz                                      | 4,60         |
| Längdhopp      | Milica Gardašević Serbien                                        | 6,82         | Hilary Kpatcha Frankrike                                                        | 6,75         | Larissa Iapichino Italien                                   | 6,66         |
| Tresteg        | Maryna Bech-Romantjuk Ukraina                                    | 14,58        | Tuğba Danışmaz Turkiet                                                          | 14,16 0NR0   | Ottavia Cestonaro Italien                                   | 14,09        |
| Kulstötning    | Auriol Dongmo Portugal                                           | 19,07        | Yemisi Ogunleye Tyskland                                                        | 18,85        | Axelina Johansson Sverige                                   | 18,32        |
| Diskus         | Kristin Pudenz Tyskland                                          | 66,84 0SB0   | Daisy Osakue Italien                                                            | 64,35        | Melina Robert-Michon Frankrike                              | 64,21        |
| Släggkastning  | Sara Fantini Italien                                             | 73,26 0=SB0  | Bianca Ghelber Rumänien                                                         | 72,97        | Silja Kosonen Finland                                       | 72,34        |
| Spjutkastning  | Līna Mūze Lettland                                               | 62,38        | Nikola Ogrodníková Tjeckien                                                     | 61,75 0SB0   | Victoria Hudson Österrike                                   | 60,27        |

### Herrar
| Gren           | Guld                                                               | Guld         | Silver                                                             | Silver        | Brons                                                   | Brons         |
| 100 m          | Samuele Ceccarelli Italien                                         | 10,13        | Raphael Bouju Nederländerna                                        | 10,14         | Jeremiah Azu Storbritannien                             | 10,16         |
| 200 m          | Ryan Zeze Frankrike                                                | 20,29        | Albert Komański Polen                                              | 20,50         | Ján Volko Slovakien                                     | 20,53 0SB0    |
| 400 m          | Håvard Bentdal Ingvaldsen Norge                                    | 44,88 0MR0   | João Coelho Portugal                                               | 45,05 0NR0    | Liemarvin Bonevacia Nederländerna                       | 45,06 0SB0    |
| 800 m          | Ramon Wipfli Schweiz                                               | 1.46,73 0PB0 | Filip Šnejdr Tjeckien                                              | 1.46,84       | Mehmet Celik Turkiet                                    | 1.46,84 0PB0  |
| 1 500 m        | Mohamed Katir Spanien                                              | 3.36,95 0MR0 | Isaac Nader Portugal                                               | 3.37,37       | Niels Laros Nederländerna                               | 3.37,59       |
| 5 000 m        | Thierry Ndikumwenayo Spanien                                       | 13.25,48     | Andreas Almgren Sverige                                            | 13.25,70 0SB0 | Yemaneberhan Crippa Italien                             | 13.34,29 0SB0 |
| 3 000 m hinder | Daniel Arce Spanien                                                | 8.25,88      | Emil Blomberg Sverige                                              | 8.26,27       | Zak Seddon Storbritannien                               | 8.27,42       |
| 110 m häck     | Jason Joseph Schweiz                                               | 13,12 0MR0   | Milan Trajkovic Cypern                                             | 13,38 0SB0    | Enrique Llopis Spanien                                  | 13,44         |
| 400 m häck     | Alessandro Sibilio Italien                                         | 48,14 0MR0   | Rasmus Mägi Estland                                                | 48,63 0SB0    | İsmail Nezir Turkiet                                    | 48,84 EU23L   |
| 4 × 100 m      | Tyskland Julian Wagner Marvin Schulte Joshua Hartmann Yannick Wolf | 38,34 0SB0   | Italien Lorenzo Patta Samuele Ceccarelli Marco Ricci Filippo Tortu | 38,47 0SB0    | Frankrike Dylan Rigot Jeff Erius Ryan Zeze Jimmy Vicaut | 38,51 0SB0    |
| Höjdhopp       | Gianmarco Tamberi Italien                                          | 2,29 0SB0    | Thomas Carmoy Belgien                                              | 2,29 0=PB0    | Norbert Kobielski Polen                                 | 2,26          |
| Stavhopp       | Menno Vloon Nederländerna                                          | 5,85         | Emmanouil Karalis Grekland                                         | 5,80          | Thibaut Collet Frankrike                                | 5,80          |
| Längdhopp      | Miltiadis Tentoglou Grekland                                       | 8,34 0EB0    | Mattia Furlani Italien                                             | 7,97          | Simon Ehammer Schweiz                                   | 7,95          |
| Tresteg        | Tobia Bocchi Italien                                               | 16,84        | Necati Er Turkiet                                                  | 16,71 0SB0    | Vladyslav Sjepeljev Ukraina                             | 16,67 EU23L   |
| Kulstötning    | Zane Weir Italien                                                  | 21,59        | Filip Mihaljević Kroatien                                          | 21,33         | Scott Lincoln Storbritannien                            | 21,10 0SB0    |
| Diskus         | Kristjan Čeh Slovenien                                             | 69,94 0MR0   | Daniel Ståhl Sverige                                               | 67,25         | Andrius Gudžius Litauen                                 | 64,94         |
| Släggkastning  | Wojciech Nowicki Polen                                             | 79,61        | Mychajlo Kochan Ukraina                                            | 77,03 0SB0    | Thomas Mardal Norge                                     | 76,50         |
| Spjutkastning  | Julian Weber Tyskland                                              | 86,26        | Edis Matusevičius Litauen                                          | 84,22 0SB0    | Artur Felfner Ukraina                                   | 82,24 EU23L   |

### Mixed
| Gren      | Guld                                                             | Guld         | Silver                                                                | Silver       | Brons                                                             | Brons        |
| 4 × 400 m | Tjeckien Matěj Krsek Tereza Petržilková Vít Müller Lada Vondrová | 3.12,34 0MR0 | Polen Maks Szwed Anna Kielbasinska Igor Bogaczyński Natalia Kaczmarek | 3.12,87 0SB0 | Belgien Jonathan Sacoor Camille Laus Dylan Borlée Cynthia Bolingo | 3.12,97 0SB0 |

## Medaljtabell
*   Värdland ( Polen)
| Nr                   | Nation               | Guld | Silver | Brons | Totalt |
| -------------------- | -------------------- | ---- | ------ | ----- | ------ |
| 1                    | Italien              | 7    | 5      | 3     | 15     |
| 2                    | Nederländerna        | 4    | 2      | 4     | 10     |
| 3                    | Tyskland             | 4    | 1      | 1     | 6      |
| 4                    | Polen*               | 3    | 5      | 1     | 9      |
| 5                    | Ukraina              | 3    | 1      | 2     | 6      |
| 6                    | Spanien              | 3    | 0      | 2     | 5      |
| 7                    | Schweiz              | 2    | 0      | 2     | 4      |
| 8                    | Lettland             | 2    | 0      | 0     | 2      |
| 9                    | Rumänien             | 1    | 2      | 1     | 4      |
| 10                   | Portugal             | 1    | 2      | 0     | 3      |
| 10                   | Slovenien            | 1    | 2      | 0     | 3      |
| 10                   | Tjeckien             | 1    | 2      | 0     | 3      |
| 13                   | Frankrike            | 1    | 1      | 4     | 6      |
| 14                   | Grekland             | 1    | 1      | 0     | 2      |
| 15                   | Finland              | 1    | 0      | 1     | 2      |
| 15                   | Norge                | 1    | 0      | 1     | 2      |
| 17                   | Albanien             | 1    | 0      | 0     | 1      |
| 17                   | Serbien              | 1    | 0      | 0     | 1      |
| 19                   | Sverige              | 0    | 3      | 1     | 4      |
| 20                   | Turkiet              | 0    | 2      | 2     | 4      |
| 21                   | Belgien              | 0    | 2      | 1     | 3      |
| 22                   | Cypern               | 0    | 2      | 0     | 2      |
| 23                   | Litauen              | 0    | 1      | 3     | 4      |
| 24                   | Estland              | 0    | 1      | 0     | 1      |
| 24                   | Kroatien             | 0    | 1      | 0     | 1      |
| 24                   | Luxemburg            | 0    | 1      | 0     | 1      |
| 24                   | Ungern               | 0    | 1      | 0     | 1      |
| 28                   | Storbritannien       | 0    | 0      | 5     | 5      |
| 29                   | Slovakien            | 0    | 0      | 2     | 2      |
| 30                   | Irland               | 0    | 0      | 1     | 1      |
| 30                   | Österrike            | 0    | 0      | 1     | 1      |
| Totalt (31 nationer) | Totalt (31 nationer) | 38   | 38     | 38    | 114    |

## Europeiska lagmästerskapen i friidrott 2023
| Placering | Nation         | Poäng  | VG |
| --------- | -------------- | ------ | -- |
| 1         | Italien        | 426,50 | 7  |
| 2         | Polen          | 402,50 | 4  |
| 3         | Tyskland       | 387,50 | 4  |
| 4         | Spanien        | 352,00 | 4  |
| 5         | Storbritannien | 341,00 | 0  |
| 6         | Nederländerna  | 339,50 | 4  |
| 7         | Frankrike      | 337,50 | 3  |
| 8         | Portugal       | 315,00 | 1  |
| 9         | Tjeckien       | 303,50 | 2  |
| 10        | Sverige        | 283,00 | 1  |
| 11        | Finland        | 282,50 | 1  |
| 12        | Schweiz        | 263,00 | 3  |
| 13        | Grekland       | 256,50 | 1  |
| 14        | Belgien        | 250,00 | 0  |
| 15        | Turkiet        | 245,00 | 1  |
| 16        | Norge          | 223,00 | 1  |

| Placering | Nation      | Poäng  | VG |
| --------- | ----------- | ------ | -- |
| 1         | Ungern (U)  | 456,50 | 5  |
| 2         | Ukraina (U) | 435,50 | 7  |
| 3         | Litauen (U) | 372,50 | 1  |
| 4         | Slovenien   | 372,00 | 4  |
| 5         | Rumänien    | 344,00 | 3  |
| 6         | Danmark     | 312,00 | 1  |
| 7         | Serbien     | 307,00 | 3  |
| 8         | Slovakien   | 302,00 | 2  |
| 9         | Kroatien    | 301,50 | 4  |
| 10        | Estland     | 298,50 | 1  |
| 11        | Bulgarien   | 298,50 | 1  |
| 12        | Cypern      | 288,00 | 2  |
| 13        | Lettland    | 283,50 | 2  |
| 14        | Island      | 246,50 | 0  |
| 15        | Luxemburg   | 198,00 | 1  |
| 16        | Moldavien   | 170,00 | 0  |

| Placering | Nation                  | Poäng | VG |
| --------- | ----------------------- | ----- | -- |
| 1         | Irland (U)              | 494   | 14 |
| 2         | Österrike (U)           | 473,5 | 9  |
| 3         | Israel (U)              | 434   | 1  |
| 4         | Bosnien och Hercegovina | 363   | 2  |
| 5         | Malta                   | 352,5 | 1  |
| 6         | Georgien                | 290   | 1  |
| 7         | Andorra                 | 269   | 1  |
| 8         | Montenegro              | 258   | 1  |
| 9         | Albanien                | 257   | 3  |
| 10        | Armenien                | 255   | 1  |
| 11        | Nordmakedonien          | 235   | 1  |
| 12        | San Marino              | 192   |    |
| 13        | Azerbajdzjan            | 189   | 2  |
| 14        | Kosovo                  | 150   |    |
| 15        | Liechtenstein           | 32    |    |

     : Vinnare      : silvermedaljör      : bronsmedaljör 

     : Divisionsvinnare och uppflyttad      : uppflyttad      : nedflyttad

### Förstadivisionen

#### Deltagande nationer
- Belgien
- Finland
- Frankrike
- Grekland
- Italien
- Nederländerna
- Norge[45]
- Polen
- Portugal
- Schweiz
- Spanien
- Storbritannien
- Sverige
- Tjeckien
- Turkiet
- Tyskland

#### Förstadivisionen: Individuella resultat
Inga medaljer delades ut i de olika grenarna i mästerskapet, men följande lista sammanfattar pallplaceringarna i varje gren. 
Damer
| Gren           | Guld                                                             | Guld        | Silver                                                                          | Silver      | Brons                                                       | Brons      |
| 100 m          | Ewa Swoboda Polen                                                | 11,09 0MR0  | Rani Rosius Belgien                                                             | 11,20 0=PB0 | N'Ketia Seedo Nederländerna                                 | 11,24      |
| 200 m          | Lieke Klaver Nederländerna                                       | 22,46 0PB0  | Bianca Williams Storbritannien                                                  | 22,75 0SB0  | Polyniki Emmanouilidou Grekland                             | 22,85 0PB0 |
| 400 m          | Femke Bol Nederländerna                                          | 49,82 0MR0  | Natalia Kaczmarek Polen                                                         | 50,34       | Cynthia Bolingo Belgien                                     | 50,95 0SB0 |
| 800 m          | Audrey Werro Schweiz                                             | 1.59,95     | Isabelle Boffey Storbritannien                                                  | 2.00,39     | Majtie Kolberg Tyskland                                     | 2.00,72    |
| 1 500 m        | Esther Guerrero Spanien                                          | 4.11,77     | Martyna Galant Polen                                                            | 4.11,78     | Hanna Klein Tyskland                                        | 4.12,14    |
| 5 000 m        | Nadia Battocletti Italien                                        | 15.25,09    | Hannah Nuttall Storbritannien                                                   | 15.29,49    | Águeda Marqués Spanien                                      | 15.31,04   |
| 3 000 m hinder | Alicja Konieczek Polen                                           | 9.38,72     | Flavie Renouard Frankrike                                                       | 9.40,40     | Marta Serrano Spanien                                       | 9.41,86    |
| 100 m häck     | Pia Skrzyszowska Polen                                           | 12,77 EU23L | Nadine Visser Nederländerna                                                     | 12,81       | Laeticia Bapté Frankrike                                    | 12,82      |
| 400 m häck     | Carolina Krafzik Tyskland                                        | 54,47 0SB0  | Ayomide Folorunso Italien                                                       | 54,79 0SB0  | Cathelijn Peeters Nederländerna                             | 54,97      |
| 4 × 100 m      | Nederländerna N'Ketia Seedo Lieke Klaver Jamile Samuel Tasa Jiya | 42,61 0EB0  | Polen Marika Popowicz-Drapała Monika Romaszko Magdalena Stefanowicz Ewa Swoboda | 42,97 0SB0  | Spanien Carmen Marco Paula García Paula Sevilla Jaël Bestué | 43,13 0SB0 |
| Höjdhopp       | Nawal Meniker Frankrike                                          | 1,92        | Merel Maes Belgien                                                              | 1,92 0=PB0  | Michaela Hrubá Tjeckien                                     | 1,90 0SB0  |
| Stavhopp       | Wilma Murto Finland                                              | 4,71        | Angelica Moser Schweiz                                                          | 4,60        | Amálie Švábíková Tjeckien                                   | 4,60       |
| Längdhopp      | Hilary Kpatcha Frankrike                                         | 6,75        | Larissa Iapichino Italien                                                       | 6,66        | Fátima Diame Spanien                                        | 6,56       |
| Tresteg        | Tuğba Danışmaz Turkiet                                           | 14,16 0NR0  | Ottavia Cestonaro Italien                                                       | 14,09       | Maja Åskag Sverige                                          | 13,88      |
| Kulstötning    | Auriol Dongmo Portugal                                           | 19,07       | Yemisi Ogunleye Tyskland                                                        | 18,85       | Axelina Johansson Sverige                                   | 18,32      |
| Diskus         | Kristin Pudenz Tyskland                                          | 66,84 0SB0  | Daisy Osakue Italien                                                            | 64,35       | Melina Robert-Michon Frankrike                              | 64,21      |
| Släggkastning  | Sara Fantini Italien                                             | 73,26 0=SB0 | Silja Kosonen Finland                                                           | 72,34       | Malwina Kopron Polen                                        | 71,18      |
| Spjutkastning  | Nikola Ogrodníková Tjeckien                                      | 61,75 0SB0  | Christin Hussong Tyskland                                                       | 60,05 0SB0  | Bekah Walton Storbritannien                                 | 59,76 0PB0 |

Herrar
| Gren           | Guld                                                               | Guld         | Silver                                                             | Silver        | Brons                                                   | Brons         |
| 100 m          | Samuele Ceccarelli Italien                                         | 10,13        | Raphael Bouju Nederländerna                                        | 10,14         | Jeremiah Azu Storbritannien                             | 10,16         |
| 200 m          | Ryan Zeze Frankrike                                                | 20,29        | Albert Komański Polen                                              | 20,50         | Filippo Tortu Italien                                   | 20,61         |
| 400 m          | Håvard Bentdal Ingvaldsen Norge                                    | 44,88 0MR0   | João Coelho Portugal                                               | 45,05 0NR0    | Liemarvin Bonavecia Nederländerna                       | 45,06 0SB0    |
| 800 m          | Ramon Wipfli Schweiz                                               | 1.46,73 0PB0 | Filip Šnejdr Tjeckien                                              | 1.46,84       | Mehmet Celik Turkiet                                    | 1.46,84 0PB0  |
| 1 500 m        | Mohamed Katir Spanien                                              | 3.36,95 0MR0 | Isaac Nader Portugal                                               | 3.37,37       | Niels Laros Nederländerna                               | 3.37,59       |
| 5 000 m        | Thierry Ndikumwenayo Spanien                                       | 13.25,48     | Andreas Almgren Sverige                                            | 13.25,70 0SB0 | Yemaneberhan Crippa Italien                             | 13.34,29 0SB0 |
| 3 000 m hinder | Daniel Arce Spanien                                                | 8.25,88      | Emil Blomberg Sverige                                              | 8.26,27       | Zak Seddon Storbritannien                               | 8.27,42       |
| 110 m häck     | Jason Joseph Schweiz                                               | 13,12 0MR0   | Enrique Llopis Spanien                                             | 13,44         | Hassane Fofana Italien                                  | 13,47         |
| 400 m häck     | Alessandro Sibilio Italien                                         | 48,14 0MR0   | İsmail Nezir Turkiet                                               | 48,84 EU23L   | Nick Smidt Nederländerna                                | 48,95         |
| 4 × 100 m      | Tyskland Julian Wagner Marvin Schulte Joshua Hartmann Yannick Wolf | 38,34 0SB0   | Italien Lorenzo Patta Samuele Ceccarelli Marco Ricci Filippo Tortu | 38,47 0SB0    | Frankrike Dylan Rigot Jeff Erius Ryan Zeze Jimmy Vicaut | 38,51 0SB0    |
| Höjdhopp       | Gianmarco Tamberi Italien                                          | 2,29 0SB0    | Thomas Carmoy Belgien                                              | 2,29 =0=PB0   | Norbert Kobielski Polen                                 | 2,26          |
| Stavhopp       | Menno Vloon Nederländerna                                          | 5,85         | Emmanouil Karalis Grekland                                         | 5,80          | Thibaut Collet Frankrike                                | 5,80          |
| Längdhopp      | Miltiadis Tentoglou Grekland                                       | 8,34 0EB0    | Mattia Furlani Italien                                             | 7,97          | Simon Ehammer Schweiz                                   | 7,95          |
| Tresteg        | Tobia Bocchi Italien                                               | 16,84        | Necati Er Turkiet                                                  | 16,71 0SB0    | Dimitrios Tsiamis Grekland                              | 16,38         |
| Kulstötning    | Zane Weir Italien                                                  | 21,59        | Scott Lincoln Storbritannien                                       | 21,10 0SB0    | Michał Haratyk Polen                                    | 20,89         |
| Diskus         | Daniel Ståhl Sverige                                               | 67,25        | Henrik Janssen Tyskland                                            | 64,09         | Robert Urbanek Polen                                    | 61,97         |
| Släggkastning  | Wojciech Nowicki Polen                                             | 79,61        | Thomas Mardal Norge                                                | 76,50         | Michail Anastasakis Grekland                            | 74,12         |
| Spjutkastning  | Julian Weber Tyskland                                              | 86,26        | Timothy Herman Belgien                                             | 81,67         | Leandro Ramos Portugal                                  | 81,62 0SB0    |

Mixed
| Gren      | Guld     | Guld         | Silver | Silver       | Brons   | Brons        |
| 4 × 400 m | Tjeckien | 3.12,34 0MR0 | Polen  | 3.12,87 0SB0 | Belgien | 3.12,97 0SB0 |

### Andradivisionen

#### Deltagande nationer
- Bulgarien
- Cypern
- Danmark
- Estland
- Island
- Kroatien
- Lettland
- Litauen
- Luxemburg[83]
- Moldavien
- Rumänien
- Serbien
- Slovakien
- Slovenien
- Ukraina
- Ungern

#### Andradivisionen: Individuella resultat
Inga medaljer delades ut i de olika grenarna i mästerskapet, men följande lista sammanfattar pallplaceringarna i varje gren.
Damer
| Gren           | Guld                               | Guld         | Silver                           | Silver       | Brons                           | Brons        |
| 100 m          | Patrizia van der Weken Luxemburg   | 11,24        | Olivia Fotopoulou Cypern         | 11,34 0PB0   | Boglárka Takács Ungern          | 11,36        |
| 200 m          | Olivia Fotopoulou Cypern           | 22,71 0PB0   | Patrizia Van Der Weken Luxemburg | 23,19 0NR0   | Alexa Sulyán Ungern             | 23,25        |
| 400 m          | Andrea Miklós Rumänien             | 50,67 0PB0   | Modesta Morauskaitė Litauen      | 51,61 0SB0   | Janka Molnár Ungern             | 51,74 NU23R  |
| 800 m          | Natalija Krol Ukraina              | 1.59,77 0SB0 | Bianka Kéri Ungern               | 1.59,80 0PB0 | Gabriela Gajanová Slovakien     | 1.59,92      |
| 1 500 m        | Claudia Mihaela Bobocea Rumänien   | 4.08,68      | Vera Hoffmann Luxemburg          | 4.08,78      | Gabija Galvydytė Litauen        | 4.09,48 0PB0 |
| 5 000 m        | Agate Caune Lettland               | 15.15,21     | Klara Lukan Slovenien            | 15.33,39     | Viktória Wagner-Gyürkés Ungern  | 15.34,70     |
| 3 000 m hinder | Maruša Mišmaš-Zrimšek Slovenien    | 9.23,41      | Greta Karinauskaitė Litauen      | 9.28,48      | Juliane Hvid Danmark            | 9.36,98 0PB0 |
| 100 m häck     | Luca Kozák Ungern                  | 12,89 0SB0   | Mette Graversgaard Danmark       | 12,95        | Natalia Christofi Cypern        | 13,05        |
| 400 m häck     | Viktorija Tkatjuk Ukraina          | 55,87        | Agata Zupin Slovenien            | 56,58        | Janka Molnár Ungern             | 56,86        |
| 4 × 100 m      | Ungern                             | 43,49 0NR0   | Danmark                          | 43,89 0SB0   | Litauen                         | 44,06 0SB0   |
| Höjdhopp       | Jaroslava Mahutjich Ukraina        | 1,97         | Daniela Stanciu Rumänien         | 1,94         | Angelina Topić Serbien          | 1,91         |
| Stavhopp       | Tina Šutej Slovenien               | 4,70         | Hanga Klekner Ungern             | 4,45 0=PB0   | Caroline Bonde Holm Danmark     | 4,35         |
| Längdhopp      | Milica Gardašević Serbien          | 6,82         | Alina Rotaru-Kottmann Rumänien   | 6,63         | Jogailė Petrokaitė Litauen      | 6,60 0SB0    |
| Tresteg        | Maryna Bech-Romantjuk Ukraina      | 14,58        | Rūta Kate Lasmane Lettland       | 13,86        | Alexandra Nacheva Bulgarien     | 13,67 0SB0   |
| Kulstötning    | Anita Márton Ungern                | 17,74        | Dimitriana Bezede Moldavien      | 17,27        | Erna Sóley Gunnarsdóttir Island | 16,93        |
| Diskus         | Lisa Brix Petersen Danmark         | 59,20        | Ieva Zarankaitė Litauen          | 57,71        | Marija Tolj Kroatien            | 57,06        |
| Släggkastning  | Bianca Florentina Ghelber Rumänien | 72,97        | Réka Gyurátz Ungern              | 67,15        | Katrine Koch Jacobsen Danmark   | 67,10        |
| Spjutkastning  | Līna Mūze Lettland                 | 62,38        | Gedly Tugi Estland               | 60,19 0PB0   | Sara Kolak Kroatien             | 59,62 0SB0   |

Herrar
| Gren           | Guld                        | Guld          | Silver                        | Silver        | Brons                            | Brons         |
| 100 m          | Ján Volko Slovakien         | 10,24 0SB0    | Karl Erik Nazarov Estland     | 10,29         | Anej Čurin Prapotnik Slovenien   | 10,34         |
| 200 m          | Ján Volko Slovakien         | 20,53 0SB0    | Gediminas Truskauskas Litauen | 20,60 0SB0    | Oskars Grava Lettland            | 20,87 0PB0    |
| 400 m          | Attila Molnár Ungern        | 45,30         | Oleksandr Pohorilko Ukraina   | 45,31 0PB0    | Mihai Sorin Dringo Rumänien      | 45,76 0SB0    |
| 800 m          | Marino Bloudek Kroatien     | 1.47,11       | Dániel Huller Ungern          | 1.47,11       | Oleh Myronets Ukraina            | 1.47,86 0PB0  |
| 1 500 m        | Elzan Bibić Serbien         | 3.41,35       | Charles Grethen Luxemburg     | 3.41,76       | Kristian Uldbjerg Hansen Danmark | 3.41,87       |
| 5 000 m        | Elzan Bibić Serbien         | 13.53,95 0SB0 | Amine Khadiri Cypern          | 13.54,71 0PB0 | Ivo Balabanov Bulgarien          | 13.56,99 0SB0 |
| 3 000 m hinder | István Palkovits Ungern     | 8.43,82       | Ivo Balabanov Bulgarien       | 8.47,69 0SB0  | Jakob Dybdal Abrahamsen Danmark  | 8.53,86       |
| 110 m häck     | Milan Trajkovic Cypern      | 13,38 0SB0    | Bálint Szeles Ungern          | 13,68         | Alin Ionuț Anton Rumänien        | 13,80         |
| 400 m häck     | Rasmus Mägi Estland         | 48,63 0SB0    | Matic Ian Guček Slovenien     | 49,48 EU23L   | Matej Baluch Slovakien           | 49,56 0PB0    |
| 4 × 100 m      | Ukraina                     | 39,03 0SB0    | Slovenien                     | 39,29 0SB0    | Ungern                           | 39,67 0SB0    |
| Höjdhopp       | Tihomir Ivanov Bulgarien    | 2,24 0SB0     | Slavko Stević Serbien         | 2,24 0PB0     | Oleh Dorosjtjuk Ukraina          | 2,24          |
| Stavhopp       | Ivan Horvat Kroatien        | 5,40          | Vladislav Malykhin Ukraina    | 5,40          | Eerik Haamer Estland             | 5,30 0SB0     |
| Längdhopp      | Marko Čeko Kroatien         | 7,86 0SB0     | Marius Vedeikis Litauen       | 7,80 0=PB0    | Bozhidar Sarâboyukov Bulgarien   | 7,78          |
| Tresteg        | Vladyslav Sjepeljev Ukraina | 16,67 EU23L   | Daniel Ingi Egilsson Island   | 15,82         | Lâchezar Vâlchev Bulgarien       | 15,57         |
| Kulstötning    | Filip Mihaljević Kroatien   | 21,33         | Roman Kokoshko Ukraina        | 20,46         | Armin Sinančević Serbien         | 20,42         |
| Diskus         | Kristjan Čeh Slovenien      | 69,94 0MR0    | Andrius Gudžius Litauen       | 64,94         | Guðni Valur Guðnason Island      | 63,34         |
| Släggkastning  | Mychajlo Kochan Ukraina     | 77,03 0SB0    | Donát Varga Ungern            | 73,75         | Adam Kelly Estland               | 73,08 0SB0    |
| Spjutkastning  | Edis Matusevičius Litauen   | 84,22 0SB0    | Artur Felfner Ukraina         | 82,24 EU23L   | Andrian Mardare Moldavien        | 80,16         |

Mixed
| Gren      | Guld      | Guld         | Silver   | Silver       | Brons   | Brons        |
| 4 × 400 m | Slovenien | 3.14,72 0VB0 | Rumänien | 3.14,83 0SB0 | Ukraina | 3.15,13 0SB0 |

### Tredjedivisionen

#### Deltagande nationer
- Albanien
- Andorra
- Armenien
- Azerbajdzjan
- Bosnien och Hercegovina
- Georgien
- Irland
- Israel
- Kosovo
- Liechtenstein*
- Malta
- Montenegro
- Nordmakedonien
- San Marino
- Österrike

(*) Liechtenstein brukar vanligtvis tävla som en del av Athletic Association of Small States of Europe (AASSE) tillsammans med friidrottare från Gibraltar och Monaco. Dock deltog inga friidrottare från antingen Gibraltar eller Monaco.

#### Tredjedivisionen: Individuella resultat
Inga medaljer delades ut i de olika grenarna i mästerskapet, men följande lista sammanfattar pallplaceringarna i varje gren.
Damer
| Gren           | Guld                                                                        | Guld         | Silver                                                       | Silver      | Brons                                                     | Brons      |
| 100 m          | Magdalena Lindner Österrike                                                 | 11,57        | Alessandra Gasparelli San Marino                             | 11,65 NU23R | Lauren Roy Irland                                         | 11,82      |
| 200 m          | Susanne Gogl-Walli Österrike                                                | 23,09        | Phil Healy Irland                                            | 23,79       | Alessandra Gasparelli San Marino                          | 24,30 0NR0 |
| 400 m          | Sharlene Mawdsley Irland                                                    | 51,55        | Janet Richard Malta                                          | 52,37 0NR0  | Anna Mager Österrike                                      | 54,26      |
| 800 m          | Louise Shanahan Irland                                                      | 2.03,39      | Gina McNamara Malta                                          | 2.04,41     | Caroline Bredlinger Österrike                             | 2.04,78    |
| 1 500 m        | Sophie O'Sullivan Irland                                                    | 4.27,96      | Gina McNamara Malta                                          | 4.28,28     | Sivan Auerbach Österrike                                  | 4.29,11    |
| 5 000 m        | Luiza Gega Albanien                                                         | 15.32,39     | Lonah Salpeter Israel                                        | 15.36,07    | Aoibhe Richardson Irland                                  | 16.45,02   |
| 3 000 m hinder | Luiza Gega Albanien                                                         | 9.17,31 0MR0 | Adva Cohen Israel                                            | 9.47,52     | Ava O'Connor Irland                                       | 10.18,10   |
| 100 m häck     | Sarah Lavin Irland                                                          | 12,82        | Karin Strametz Österrike                                     | 13,25       | Linoy Levy Israel                                         | 13,88      |
| 400 m häck     | Lena Pressler Österrike                                                     | 57,02        | Kelly McGrory Irland                                         | 58,08       | Noah Levy Israel                                          | 58,72      |
| 4 × 100 m      | Österrike Karin Strametz Susanne Gogl-Walli Isabel Posche Magdalena Lindner | 44,18 0NR0   | Irland Sarah Leahy Mollie O'Reilly Joan Healy Adayemi Talabi | 44,80       | Israel Nitzan Asas Ilana Dorfman Alina Drutman Hileni Mor | 45,68      |
| Höjdhopp       | Marija Vukovic Montenegro                                                   | 1,87         | Sarah Lucic Bosnien och Hercegovina                          | 1,78        | Sommer Lecky Irland                                       | 1,74       |
| Stavhopp       | Ellie McCartney Irland                                                      | 4,20         | Shanna Tureczec Österrike                                    | 3,60        | Yarden Mantel Israel                                      | 3,60       |
| Längdhopp      | Ruby Millet Irland                                                          | 6,33         | Romi Tamir Israel                                            | 6,07        | Yana Sargsyan Armenien                                    | 5,99       |
| Tresteg        | Yekaterina Sariyeva Azerbajdzjan                                            | 13,38        | Yana Sargsyan Armenien                                       | 13,06       | Saragh Buggy Irland                                       | 13,01      |
| Kulstötning    | Sopiko Shatirishvili Georgien                                               | 15,86        | Michaela Walsh Irland                                        | 15,26       | Estel Valeanu Israel                                      | 15,21      |
| Diskus         | Estel Valeanu Israel                                                        | 57,17        | Djenebe Touré Österrike                                      | 53,12       | Kristina Rakočević Montenegro                             | 51,87      |
| Släggkastning  | Hanna Skydan Azerbajdzjan                                                   | 71,69        | Nicola Tuthill Irland                                        | 67,85 NU23R | Bettina Weber Österrike                                   | 59,09      |
| Spjutkastning  | Victoria Hudson Österrike                                                   | 60,27        | Margaryta Dorozhon Israel                                    | 47,23       | Marija Bogavac Montenegro                                 | 45,15      |

Herrar
| Gren           | Guld                                                                  | Guld     | Silver                                                                  | Silver   | Brons                                                                  | Brons    |
| 100 m          | Markus Fuchs Österrike                                                | 10,36    | Israel Olatunde Irland                                                  | 10,37    | Francesco Sansovini San Marino                                         | 10,52    |
| 200 m          | Mark Smyth Irland                                                     | 20,66    | Mindia Endeladze Georgien                                               | 20,98    | Markus Fuchs Österrike                                                 | 20,99    |
| 400 m          | Franko Burraj Albanien                                                | 46,30    | Niklas Strohmayer-Dangl Österrike                                       | 46,64    | Jack Raftery Irland                                                    | 46,76    |
| 800 m          | Amel Tuka Bosnien och Hercegovina                                     | 1.49,25  | Pol Moya Andorra                                                        | 1.49,57  | Rocco Zaman-Browne Irland                                              | 1.50,16  |
| 1 500 m        | Raphael Pallitsch Österrike                                           | 3.42,52  | Cathal Doyle Irland                                                     | 3.43,36  | Yervand Mkrtchyan Armenien                                             | 3.44,11  |
| 5 000 m        | Jordan Gusman Malta                                                   | 14.16,92 | Andreas Vojta Österrike                                                 | 14.17,02 | Fearghal Curtin Irland                                                 | 14.17,64 |
| 3 000 m hinder | Nahuel Carabaña Andorra                                               | 8.48,79  | Finley Daly Irland                                                      | 8.51,14  | Tobias Rattinger Österrike                                             | 8.53,59  |
| 110 m häck     | James Ezeonu Irland                                                   | 14,31    | Darko Pesic Montenegro                                                  | 14,75    | Jan Mitsche Österrike                                                  | 15,12    |
| 400 m häck     | Thomas Barr Irland                                                    | 49,41    | Leo Koehldorfer Österrike                                               | 50,70    | Andrea Ercolani Volta San Marino                                       | 52,19    |
| 4 × 100 m      | Irland Israel Olatunde Mark Smyth Christopher Sibanda Joseph Ojewumbi | 39,57    | Israel Eden Sela Thomas Dubnov-Raz Aviv Koffler Blessing Akwasi Afrifah | 39,66    | Malta Beppe Grillo Graham Pellegrini Luke Bezzina Omar El Aida Chaffey | 41,11    |
| Höjdhopp       | David Cussen Irland                                                   | 2,11     | Lionel Afan Strasser Österrike                                          | 2,11     | Samir Hodzic Bosnien och Hercegovina                                   | 1,92     |
| Stavhopp       | Alexander Auer Österrike                                              | 5,10     | Lev Skorish Israel                                                      | 4,90     | Miquel Vilchez Vendrell Andorra                                        | 4,75     |
| Längdhopp      | Andreas Trajkovski Nordmakedonien                                     | 7,73     | Ishay Ifraimov Israel                                                   | 7,70     | Muhamet Cangeli Albanien                                               | 7,36     |
| Tresteg        | Levon Aghasyan Armenien                                               | 16,36    | Alexis Copello Azerbajdzjan                                             | 15,91    | Lasha Gulelauri Georgien                                               | 15,91    |
| Kulstötning    | Eric Favors Irland                                                    | 20,28    | Mesud Pezer Bosnien och Hercegovina                                     | 20,25    | Muhamet Ramadani Kosovo                                                | 19,07    |
| Diskus         | Lukas Weisshaidinger Österrike                                        | 62,12    | Danijel Furtula Montenegro                                              | 57,60    | Temuri Abulashvili Georgien                                            | 54,98    |
| Släggkastning  | Sean Mockler Irland                                                   | 63,83    | Goga Tchikhvaria Georgien                                               | 62,81    | Dorian Collaku Albanien                                                | 57,86    |
| Spjutkastning  | Dejan Mileusnic Bosnien och Hercegovina                               | 71,81    | Matthias Lasch Österrike                                                | 65,24    | Conor Cusack Irland                                                    | 63,95    |

Mixed
| Gren      | Guld   | Guld         | Silver    | Silver  | Brons  | Brons   |
| 4 × 400 m | Irland | 3.17,16 0EB0 | Österrike | 3.22,46 | Israel | 3.27,57 |